# Angererkopf
De Angererkopf is een 2266 meter hoge berg in de deelstaten Beieren (Duitsland) en Vorarlberg (Oostenrijk).

## Geografie
De Angererkopf maakt deel uit van de Allgäuer Alpen. Ten noordwesten van de berg bevindt zich de Liechelkopf en ten westen ligt de Mindelheimer Köpfl.